# Gran Premio d'Europa 2002
Il Gran Premio d'Europa 2002 è stato un Gran Premio di Formula 1 disputato il 23 giugno 2002 al Nürburgring, in Germania. La gara fu vinta da Rubens Barrichello su Ferrari, alla sua seconda vittoria in carriera. Il podio fu completato dal suo compagno di squadra Michael Schumacher e da Kimi Räikkönen su McLaren - Mercedes.

## Vigilia

### Aspetti tecnici
La Ferrari introdusse un'evoluzione aerodinamica della F2002, caratterizzata da un cofano motore più basso e stretto nella parte posteriore. La scuderia di Maranello si dotò inoltre del sistema di telemetria bidirezionale, che aveva giocato un ruolo fondamentale nella vittoria di David Coulthard nel precedente Gran Premio di Monaco permettendo alla McLaren di modificare il funzionamento della vettura direttamente dai box.
La Honda e la Renault portarono in pista delle versioni potenziate dei rispettivi propulsori, mentre la BAR proseguì nel lavoro di evoluzione della propria vettura montando un nuovo alettone posteriore, simile a quello utilizzato dalla Williams. Infine, la Renault introdusse un nuovo profilo estrattore, mentre la Sauber tornò a impiegare un alettone anteriore con i supporti a V rovesciata, soluzione adottata anche dalla Jordan.

## Prove libere

### Risultati
Nella prima sessione di prove di venerdì i risultati furono i seguenti:
| Pos | No | Pilota             | Costruttore       | Tempo    |
| --- | -- | ------------------ | ----------------- | -------- |
| 1   | 2  | Rubens Barrichello | Ferrari           | 1'33"665 |
| 2   | 1  | Michael Schumacher | Ferrari           | 1'33"768 |
| 3   | 7  | Nick Heidfeld      | Sauber - Petronas | 1'34"924 |

Nella seconda sessione di prove di venerdì i risultati furono i seguenti:
| Pos | No | Pilota             | Costruttore        | Tempo    |
| --- | -- | ------------------ | ------------------ | -------- |
| 1   | 3  | David Coulthard    | McLaren - Mercedes | 1'15"407 |
| 2   | 1  | Michael Schumacher | Ferrari            | 1'15"543 |
| 3   | 4  | Kimi Räikkönen     | McLaren - Mercedes | 1'15"788 |

Nella sessione di prove di sabato mattina i risultati furono i seguenti:
| Pos | No | Pilota             | Costruttore        | Tempo    |
| --- | -- | ------------------ | ------------------ | -------- |
| 1   | 1  | Michael Schumacher | Ferrari            | 1'13"395 |
| 2   | 4  | Kimi Räikkönen     | McLaren - Mercedes | 1'13"646 |
| 3   | 2  | Rubens Barrichello | Ferrari            | 1'14"243 |

## Qualifiche

### Resoconto
La sessione di qualifica fu piuttosto combattuta, tanto che alla fine i primi tre piloti furono separati da appena 13 centesimi di secondo. Montoya risultò il più veloce di tutti, battendo di appena nove millesimi il compagno di squadra Ralf Schumacher. In terza posizione si piazzò Michael Schumacher, nettamente più veloce dei rivali nel settore centrale della pista, ma autore di un errore all'ultima curva che gli costò qualche decimo e la possibilità di insidiare il tempo del colombiano. Barrichello, più staccato, ottenne il quarto tempo. Alle spalle del brasiliano le McLaren di Coulthard e Räikkönen occuparono la terza fila, seguite dalle Renault di Trulli e Button.
Heidfeld e Salo ottennero rispettivamente il nono ed il decimo tempo, mentre Villeneuve, diciannovesimo, ottenne la peggiore prestazione in carriera.

### Risultati
| Pos | No | Pilota                | Costruttore        | Pneumatici | Tempo    | Distacco |
| --- | -- | --------------------- | ------------------ | ---------- | -------- | -------- |
| 1   | 6  | Juan Pablo Montoya    | Williams - BMW     | M          | 1'29"906 |          |
| 2   | 5  | Ralf Schumacher       | Williams - BMW     | M          | 1'29"915 | +0"009   |
| 3   | 1  | Michael Schumacher    | Ferrari            | B          | 1'30"035 | +0"129   |
| 4   | 2  | Rubens Barrichello    | Ferrari            | B          | 1'30"387 | +0"481   |
| 5   | 3  | David Coulthard       | McLaren - Mercedes | M          | 1'30"550 | +0"644   |
| 6   | 4  | Kimi Räikkönen        | McLaren - Mercedes | M          | 1'30"591 | +0"685   |
| 7   | 14 | Jarno Trulli          | Renault            | M          | 1'30"927 | +1"021   |
| 8   | 15 | Jenson Button         | Renault            | M          | 1'31"136 | +1"230   |
| 9   | 7  | Nick Heidfeld         | Sauber - Petronas  | B          | 1'31"211 | +1"305   |
| 10  | 24 | Mika Salo             | Toyota             | M          | 1'31"389 | +1"483   |
| 11  | 8  | Felipe Massa          | Sauber - Petronas  | B          | 1'31"733 | +1"827   |
| 12  | 12 | Olivier Panis         | BAR - Honda        | B          | 1'31"906 | +2"000   |
| 13  | 25 | Allan McNish          | Toyota             | M          | 1'31"941 | +2"035   |
| 14  | 10 | Takuma Satō           | Jordan - Honda     | B          | 1'31"999 | +2"093   |
| 15  | 20 | Heinz-Harald Frentzen | Arrows - Cosworth  | B          | 1'32"144 | +2"238   |
| 16  | 17 | Pedro de la Rosa      | Jaguar - Ford      | M          | 1'32"281 | +2"375   |
| 17  | 16 | Eddie Irvine          | Jaguar - Ford      | M          | 1'32"510 | +2"604   |
| 18  | 9  | Giancarlo Fisichella  | Jordan - Honda     | B          | 1'32"591 | +2"685   |
| 19  | 11 | Jacques Villeneuve    | BAR - Honda        | B          | 1'32"968 | +3"062   |
| 20  | 23 | Mark Webber           | Minardi - Asiatech | M          | 1'32"996 | +3"090   |
| 21  | 21 | Enrique Bernoldi      | Arrows - Cosworth  | B          | 1'33"360 | +3"454   |
| 22  | 22 | Alex Yoong            | Minardi - Asiatech | M          | 1'34"251 | +4"345   |

## Warm up
Nel warm up di domenica mattina i migliori tempi furono i seguenti:
| Pos | No | Pilota             | Costruttore        | Tempo    |
| --- | -- | ------------------ | ------------------ | -------- |
| 1   | 2  | Rubens Barrichello | Ferrari            | 1'32"671 |
| 2   | 1  | Michael Schumacher | Ferrari            | 1'32"987 |
| 3   | 3  | David Coulthard    | McLaren - Mercedes | 1'34"143 |

## Gara

### Resoconto
Alla partenza Ralf Schumacher superò il compagno di squadra, portandosi in prima posizione. Barrichello compì la stessa manovra ai danni di Michael Schumacher, mentre Coulthard dovette desistere dal tentativo di attaccare i due piloti della Ferrari. Più indietro Fisichella tamponò il compagno di squadra Sato, compromettendo sia la propria gara che quella del giapponese. Ralf Schumacher tenne la testa della corsa solo per poche curve, dato che nel corso del primo passaggio venne sopravanzato da Barrichello. Poche curve dopo Michael Schumacher superò Montoya per la terza posizione, sorpassando anche Ralf Schumacher durante la terza tornata e portandosi in seconda posizione.
I due piloti della Ferrari guadagnarono immediatamente un gran margine sugli inseguitori: dopo dieci giri Barrichello aveva un vantaggio di circa 16 secondi su Ralf Schumacher, terzo, e di diciotto su Montoya, quarto. La gara fu movimentata da diversi sorpassi a centro gruppo: Trulli, autore di un testacoda nelle prime tornate, recuperò diverse posizioni riportandosi all'ottavo posto. Al 17º passaggio Räikkönen commise un errore e perse la sesta posizione a vantaggio di Button. Nel corso della ventiquattresima tornata, invece, Michael Schumacher compì un testacoda, che gli costò dieci secondi nel confronto con il compagno di squadra, ma non gli fece perdere posizioni. Il pilota tedesco rientrò poco dopo ai box per effettuare il suo primo rifornimento, mantenendo comunque il secondo posto.
Nel frattempo le due Williams, partite con una tattica di un solo pit stop, cominciarono ad accusare problemi di usura delle gomme. Al 28º giro Coulthard attaccò Montoya all'esterno nella prima curva, ma il colombiano, nel tentativo di resistere, perse il controllo della sua Williams: i due si vennero a contatto e furono costretti al ritiro. Al 30º passaggio, esattamente a metà gara, Ralf Schumacher si fermò ai box, rientrando in pista sesto. Cinque giri più tardi anche Räikkönen, ultimo pilota a non aver ancora rifornito, effettuò il suo pit stop, tornando in pista davanti al pilota tedesco della Williams e scalando in terza posizione dopo la seconda sosta delle due Renault. Nella parte centrale di gara Michael Schumacher ridusse il divario dal compagno di squadra, portandolo a meno di un secondo dopo la seconda sosta di Barrichello. Il box Ferrari decise, però, di non correre rischi con un duello in pista, imponendo ai piloti di mantenere le posizioni fino al traguardo. Non vi furono ulteriori episodi di rilievo e Barrichello conquistò la sua seconda vittoria in carriera dopo il Gran Premio di Germania 2000 davanti a Michael Schumacher, Räikkönen, Ralf Schumacher, Button e Massa.

### Risultati
| Pos      | No | Pilota                | Costruttore        | Pneumatici | Giri | Tempo/Ritiro e posizione al ritiro | Partenza | Punti |
| -------- | -- | --------------------- | ------------------ | ---------- | ---- | ---------------------------------- | -------- | ----- |
| 1        | 2  | Rubens Barrichello    | Ferrari            | B          | 60   | 1h35'07"426                        | 4        | 10    |
| 2        | 1  | Michael Schumacher    | Ferrari            | B          | 60   | +0"294                             | 3        | 6     |
| 3        | 4  | Kimi Räikkönen        | McLaren - Mercedes | M          | 60   | +46"435                            | 6        | 4     |
| 4        | 5  | Ralf Schumacher       | Williams - BMW     | M          | 60   | +1'06"963                          | 2        | 3     |
| 5        | 15 | Jenson Button         | Renault            | M          | 60   | +1'16"943                          | 8        | 2     |
| 6        | 8  | Felipe Massa          | Sauber - Petronas  | B          | 59   | +1 giro                            | 11       | 1     |
| 7        | 7  | Nick Heidfeld         | Sauber - Petronas  | B          | 59   | +1 giro                            | 9        |       |
| 8        | 14 | Jarno Trulli          | Renault            | M          | 59   | +1 giro                            | 7        |       |
| 9        | 12 | Olivier Panis         | BAR - Honda        | B          | 59   | +1 giro                            | 12       |       |
| 10       | 21 | Enrique Bernoldi      | Arrows - Cosworth  | B          | 59   | +1 giro                            | 21       |       |
| 11       | 17 | Pedro de la Rosa      | Jaguar - Ford      | M          | 59   | +1 giro                            | 16       |       |
| 12       | 11 | Jacques Villeneuve    | BAR - Honda        | B          | 59   | +1 giro                            | 19       |       |
| 13       | 20 | Heinz-Harald Frentzen | Arrows - Cosworth  | B          | 59   | +1 giro                            | 15       |       |
| 14       | 25 | Allan McNish          | Toyota             | M          | 59   | +1 giro                            | 13       |       |
| 15       | 23 | Mark Webber           | Minardi - Asiatech | M          | 58   | +2 giri                            | 21       |       |
| 16       | 10 | Takuma Satō           | Jordan - Honda     | B          | 58   | +2 giri                            | 14       |       |
| Ritirato | 24 | Mika Salo             | Toyota             | M          | 51   | Cambio (15°)                       | 10       |       |
| Ritirato | 22 | Alex Yoong            | Minardi - Asiatech | M          | 48   | Sistema idraulico (18°)            | 22       |       |
| Ritirato | 16 | Eddie Irvine          | Jaguar - Ford      | M          | 41   | Testacoda (17°)                    | 17       |       |
| Ritirato | 6  | Juan Pablo Montoya    | Williams - BMW     | M          | 27   | Collisione con D.Coulthard (4°)    | 1        |       |
| Ritirato | 3  | David Coulthard       | McLaren - Mercedes | M          | 27   | Collisione con J.P.Montoya (5°)    | 5        |       |
| Ritirato | 9  | Giancarlo Fisichella  | Jordan - Honda     | B          | 26   | Assetto (22°)                      | 18       |       |

## Classifiche

### Piloti
| Pos. | Pilota                | Punti |
| ---- | --------------------- | ----- |
| 1    | Michael Schumacher    | 76    |
| 2    | Ralf Schumacher       | 30    |
| 3    | Juan Pablo Montoya    | 27    |
| 4    | Rubens Barrichello    | 26    |
| 4    | David Coulthard       | 26    |
| 6    | Kimi Räikkönen        | 11    |
| 7    | Jenson Button         | 10    |
| 8    | Giancarlo Fisichella  | 6     |
| 9    | Nick Heidfeld         | 5     |
| 10   | Jarno Trulli          | 4     |
| 10   | Felipe Massa          | 4     |
| 12   | Eddie Irvine          | 3     |
| 13   | Mark Webber           | 2     |
| 13   | Mika Salo             | 2     |
| 13   | Heinz-Harald Frentzen | 2     |

### Costruttori
| Pos. | Team               | Punti |
| ---- | ------------------ | ----- |
| 1    | Ferrari            | 102   |
| 2    | Williams - BMW     | 57    |
| 3    | McLaren - Mercedes | 37    |
| 4    | Renault            | 14    |
| 5    | Sauber - Petronas  | 9     |
| 6    | Jordan - Honda     | 6     |
| 7    | Jaguar - Ford      | 3     |
| 8    | Minardi - Asiatech | 2     |
| 8    | Toyota             | 2     |
| 8    | Arrows - Cosworth  | 2     |